# Jezierska
Jezierska (słow. Jezersko, węg. Jezerszkó) – wieś (obec) w północnej Słowacji w kraju preszowskim, w powiecie Kieżmark. Pierwsza pisemna wzmianka o wsi pochodzi z 1611 roku.
Miejscowość znajduje się w Magurze Spiskiej, w dolinie potoku o nazwie Jezerský potok (dopływ Rieki w zlewni Dunajca). Jest typową ulicówką o domach zlokalizowanych w jednym rzędzie wzdłuż ulicy prowadzącej doliną potoku. Taki typ zabudowy wymuszony został warunkami terenowymi – dolina potoku jest bardzo ciasna, po obydwu jej stronach wznoszą się strome stoki. Orograficznie prawe stoki tworzy północny grzbiet Bukoviny (1176 m) ze wzniesieniem Jezerský vrch (915 m), lewe północny grzbiet szczytu 1151 m i Plašný vrch (1041 m). Zlokalizowana została na prawie wołoskim. Jej mieszkańcy zajmowali się dawniej wypasem bydła i pracowali jako robotnicy leśni. Obecnie miejscowość w większości przekształciła się w miejscowość letniskową. Zabudowa w większości drewniana, tradycyjna. Domy zbudowane z bali drewnianych o poziomych spoinach między belkami malowanych przeważnie na niebiesko.
W górnej części wsi, pod Małą Polaną znajduje się ośrodek narciarski Ski Jeziersko-Bachledowa. Przez miejscowość prowadzą dwa szlaki turystyczne. Dużą atrakcją jest położone w lesie Jezierskie Jezioro o osuwiskowym pochodzeniu.
We wsi jest używana gwara spiska, zaliczana przez polskich językoznawców jako gwara dialektu małopolskiego języka polskiego, przez słowackich zaś jako gwara przejściowa polsko-słowacka.

## Szlaki turystyczne
Jezersko – Hrb (skrzyżowanie z żółtym szlakiem na Małą Polanę)
  Jezersko – Jezerskie Jezioro – Bukovina (skrzyżowanie z niebieskim szlakiem wiodącym głównym grzbietem Magury Spiskiej)

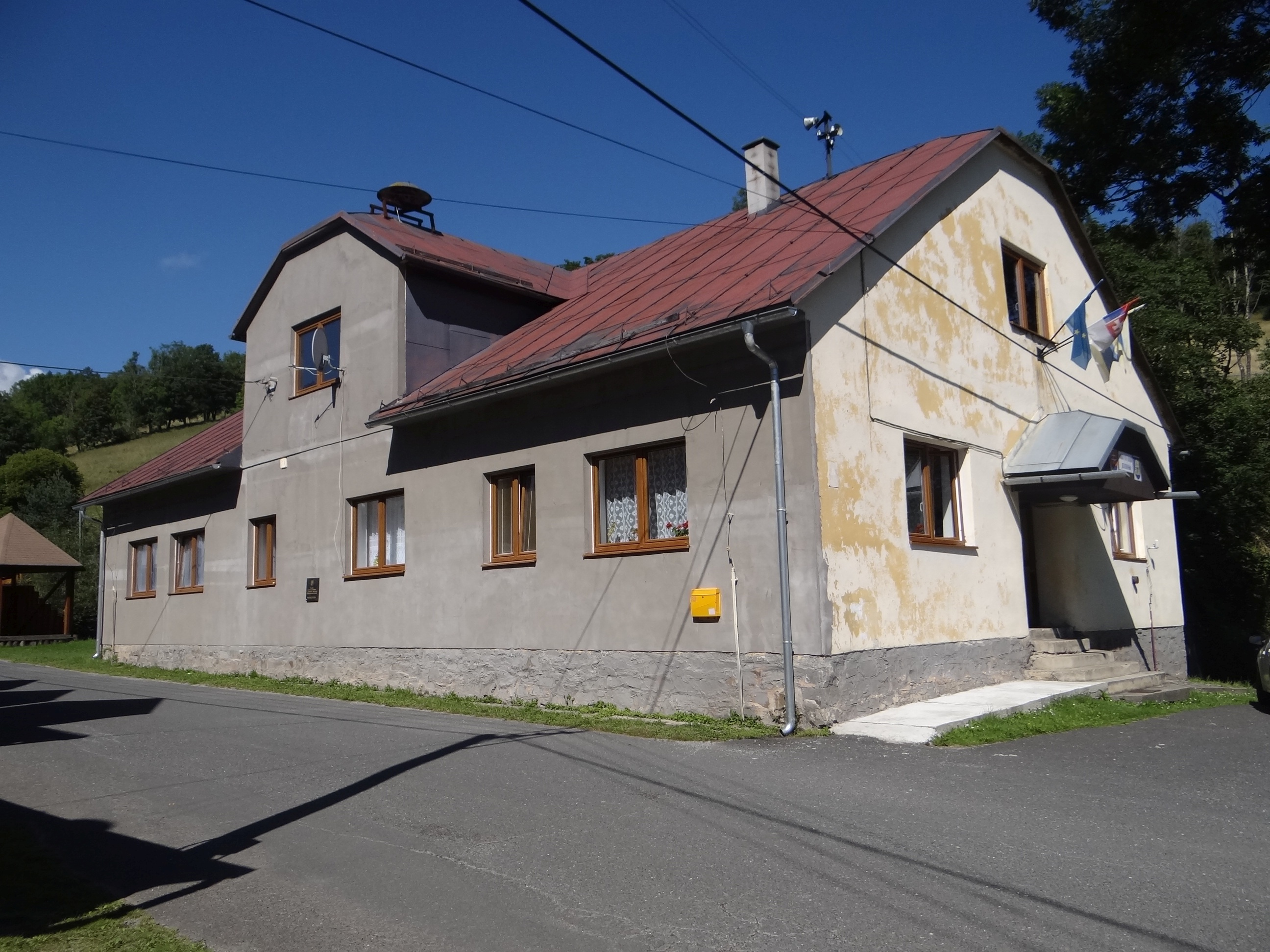
Urząd gminy
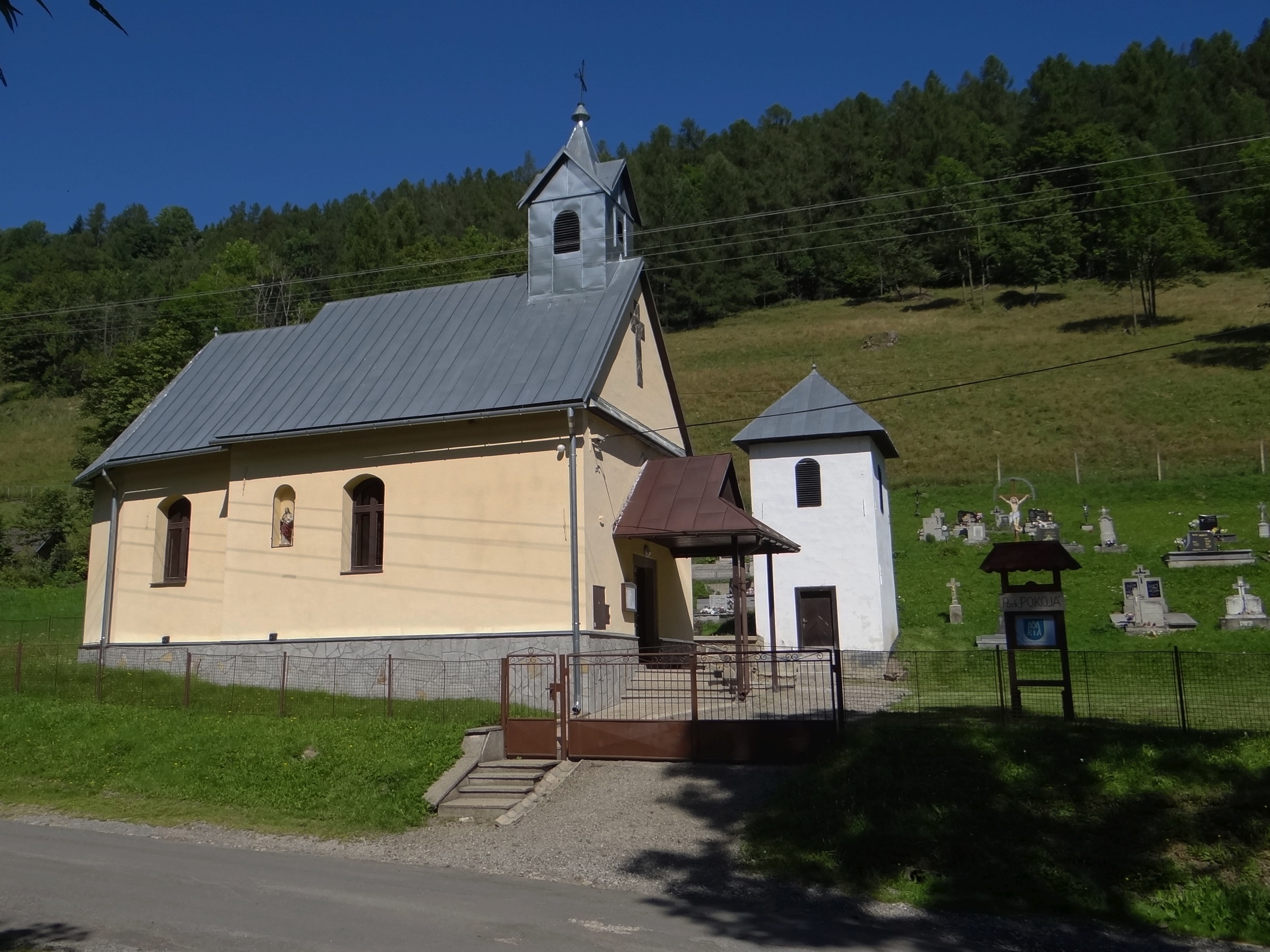
Kościół
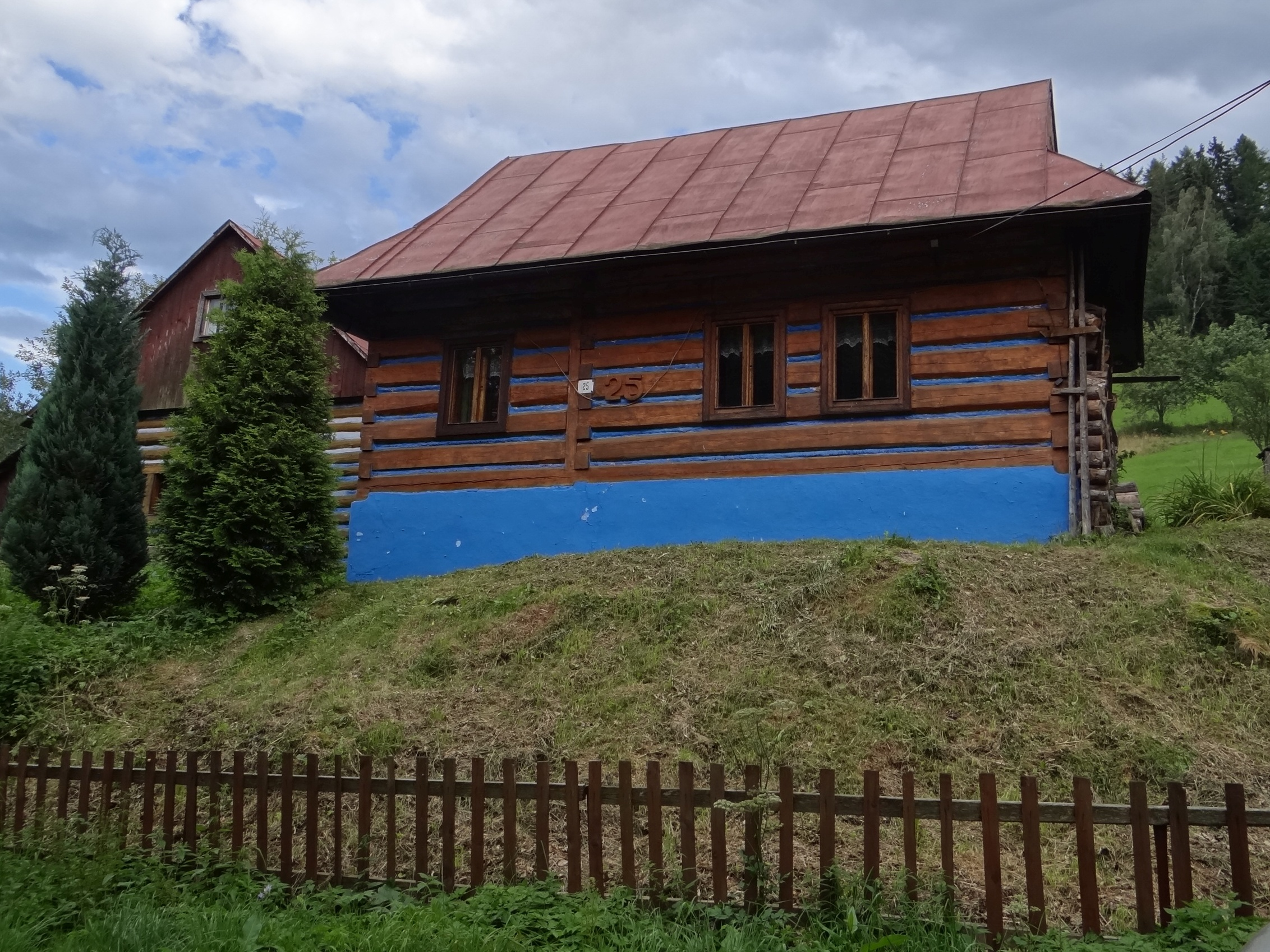
Jeden z domów